# Janusz Choiński
Janusz Choiński (ur. 12 czerwca 1954 w Tarnowie) – polski polityk i urzędnik państwowy, poseł na Sejm I kadencji.

## Życiorys
Ukończył w 1984 studia na Wydziale Nauk Politycznych Uniwersytetu Jagiellońskiego. Pracował jako starszy inspektor wojewódzki.
W 1991 uzyskał mandat posła na Sejm I kadencji. Został wybrany w okręgu tarnowskim z listy Porozumienia Obywatelskiego Centrum. Pod koniec kadencji był członkiem klubu parlamentarnego Ruchu dla Rzeczypospolitej. Zasiadał w Komisji Ochrony Środowiska, Zasobów Naturalnych i Leśnictwa, Komisji Regulaminowej i Spraw Poselskich oraz w Komisji Nadzwyczajnej do rozpatrzenia projektu ustawy Ordynacja wyborcza do Sejmu Rzeczypospolitej Polskiej.
Po porażce wyborczej w 1993 wycofał się z działalności politycznej. Zatrudniony w tarnowskiej delegaturze Wojewódzkiego Inspektoratu Ochrony Środowiska w Krakowie, m.in. kierował tą jednostką.